# Wessely Zsófia
Wessely Zsófia (Budapest, 1988. január 22. –) magyar színésznő, közgazdász.

## Életpályája
Nagyapja szinkronrendező (Wessely Ferenc), édesapja fotóművész. 2012-2015 között a Marosvásárhelyi Művészeti Egyetem színművész (BA) szakos, majd 2015-2017 között színművész (MA) szakos hallgatója volt. Közben a Budapesti Gazdasági Főiskolán közgazdász diplomát is szerzett. 2017-2018 között szabadúszóként dolgozott több színházban is. 2018-tól a debreceni Csokonai Színház tagja.

## Színházi szerepei
- Don Quijote – Az utolsó álom – Dulcinea
- Romankovics Edit: Para – szereplő
- Menchell-Black-Wildhorn: Bonnie & Clyde – Blanche Barrow / Eleanor
- Tracy Letts: Augusztus Oklahomában – Jean Fordham
- Zalán Tibor: Unferlédi – Lilla, franciatanárnő

## Filmes és televíziós szerepei
- Toxikoma (2021) ...Óvónő
- Doktor Balaton (2021) ...Nővér